# Scandinavian Traveler
Scandinavian Traveler är en tidning för Scandinavian Airlines (SAS) resenärer.

## Historia och profil
Scandinavian Traveler efterträdde Scanorama, som var SAS tidigare magasin, och publicerades första gången i november 2014. Tidningen utkommer månadsvis och innehåller livsstils- och reserelaterade artiklar. Pappersmagasinet är på engelska och online-versionerna finns på norska, svenska, danska och engelska.
Den andra utgåvan av magasinet, publicerad i december 2014, drogs tillbaka av SAS efter kritik från norska Fremskrittspartiet på grund av en artikel av den svenska journalisten Per Svensson.
Scandinavian Traveler har vunnit flera priset, till exempel Swedish Content Awards för designen av omslaget Hit men under 2016. Magasinet har 1,4 miljoner läsare varje månad och sedan starten har online-versionerna haft 1,3 miljoner besökare.
Scandinavian Traveler produceras av contentbyrån OTW. 